# Аквамен и изгубеното кралство
„Аквамен и изгубеното кралство“ (на английски: Aquaman and the Lost Kingdom) е американски супергеройски филм от 2023 г. по едноименния персонаж на Ди Си Комикс. Като продължение на „Аквамен“ от 2018 г., той е 16-ият и последен филм от Разширената вселена на Ди Си. Режисьор е Джеймс Уан, сценарият е на Дейвид Лесли Джонсън-Макголдрик, а сюжетът е на Уан, Томас Сибет и Джейсън Момоа. Във филма участват Момоа като Артър Къри / Аквамен, заедно с Патрик Уилсън, Амбър Хърд, Яхя Абдул Матийн втори и Никол Кидман.
„Аквамен и изгубеното кралство“ излиза по кината в Съединените щати на 20 декември 2023 г.

## Актьорски състав
| Актьор                 | Роля                             |
| ---------------------- | -------------------------------- |
| Джейсън Момоа          | Крал Артър Къри / Аквамен        |
| Амбър Хърд             | Принцеса Мера                    |
| Патрик Уилсън          | Орм Мариус / Господаря на океана |
| Никол Кидман           | Кралица Атлана                   |
| Темуера Морисън        | Томас Къри                       |
| Долф Лундгрен          | Крал Нереус                      |
| Яхя Абдул Матийн втори | Дейвид Кейн / Черната манта      |
| Рандал Парк            | Д-р Стивън Шин                   |
| Джон Рис-Дейвис        | Краля на черупките               |
| Пилоу Асбек            | Кордакс                          |